# Culicoides arnaudi
Culicoides arnaudi är en tvåvingeart som beskrevs av Wirth och Hubert 1961. Culicoides arnaudi ingår i släktet Culicoides och familjen svidknott. Inga underarter finns listade i Catalogue of Life.